# هرمانو دا سیلوا راموس
هرمانو ژوئو «نانو» دا سیلوا راموس (پرتغالی: Hermano João "Nano" da Silva Ramos؛ زادهٔ ۷ دسامبر ۱۹۲۵ در پاریس) رانندهٔ سابق مسابقات اتومبیل‌رانی فرمول یک اهل برزیل است که از فصل ۱۹۵۵ تا ۱۹۵۶ در مجموع در هفت گراند پری شرکت کرد.
دا سیلوا راموس در طول دوران فعالیت خود در فرمول یک تنها ۲ امتیاز را به نام خود به‌ثبت رساند.